# Josef Dobrovský

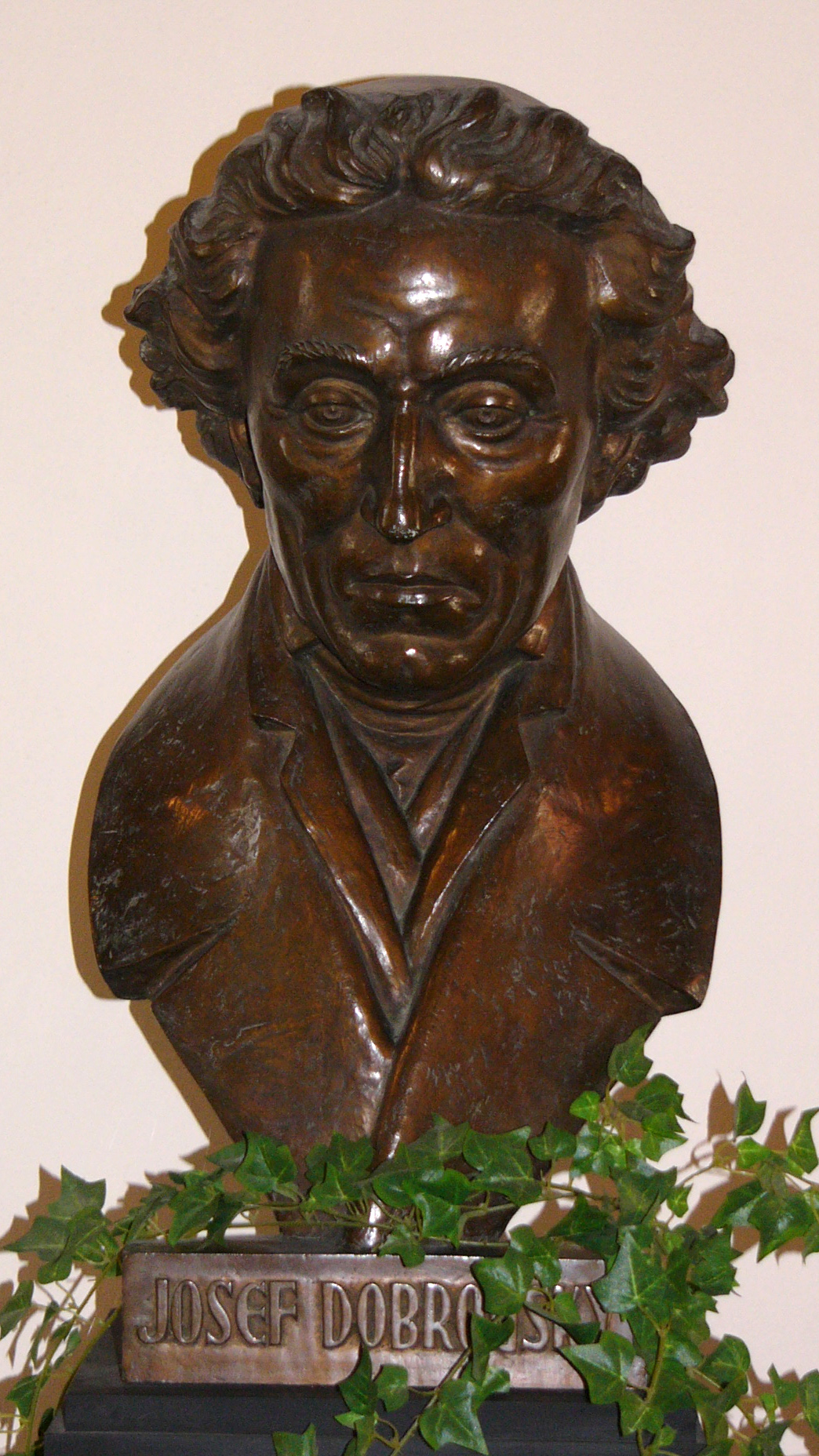
Josef Dobrovský – popiersie w bibliotece Klasztoru Hradisko

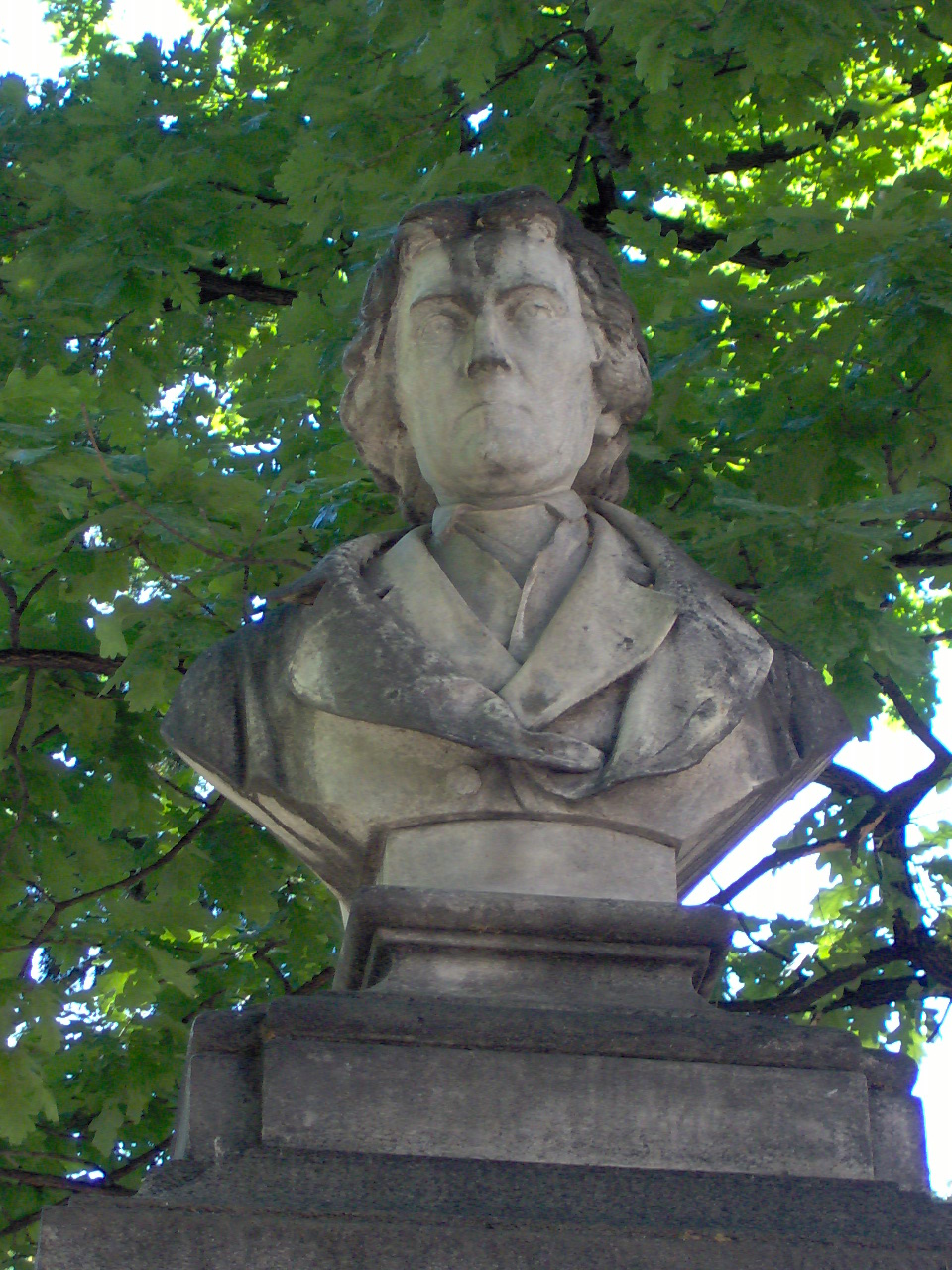
Josef Dobrovský – popiersie na Kampie w Pradze

Josef Dobrovský (ur. 17 sierpnia 1753 w Balassagyarmat, zm. 6 stycznia 1829 w Brnie) – czeski filolog, językoznawca, ksiądz i slawista. Przyczynił się do powstania czeskiego odrodzenia narodowego. Jego działalność wywarła wpływ na slawistykę rosyjską (panslawizm) i austriacką (austroslawizm). Recenzował Słownik języka polskiego (1807–1814) Samuela Lindego.

## Życiorys
Ojciec, Jakub Doubravský, był żołnierzem. Niebawem, po urodzeniu się Josefa, rodzina Dobrovskich zamieszkała w Horšovskim Týnie. W domu mówiono po niemiecku. Języka czeskiego przyszły slawista nauczył się dopiero w gimnazjum w Německim Brodzie, w którym kształcił się do 1763 roku. W latach 1767–1769 kontynuował naukę u jezuitów w Klatovach.
Od 1769 roku studiował filozofię w Pradze. W 1772 roku został nowicjuszem zakonu jezuitów, przygotowywał się do objęcia funkcji misjonarza w Indiach. Plan nie zostały zrealizowany, ponieważ w 1773 roku nastąpiło rozwiązanie zakonu jezuitów na ziemiach czeskich. Josef Dobrovský zdecydował się dokończyć studia teologiczne w Pradze. W 1786 roku został wyświęcony na księdza.
W latach 1776–1787 pracował jako nauczyciel filozofii i matematyki u hrabiego Nostica. W tym czasie razem podróżowali po Rosji i Szwecji.
W 1787 roku został prorektorem, a w 1789 roku rektorem generalnego seminarium w Ołomuńcu. Po śmierci cesarza Józefa II Habsburga (1790) seminarium zamknięto. Dobrovský wrócił do Pragi, gdzie dalej pracował jako naukowiec. W czasie tego pobytu powstało większość jego filologicznych i historiograficznych prac o tematyce slawistycznej.
W latach 80. XVIII wieku aktywnie uczestniczył w życiu naukowym Pragi. Działał w Prywatnym Towarzystwie Naukowym. W 1784 roku pomagał założyć Królewskie Czeskie Towarzystwo Naukowe, a w 1818 roku Czeskie Muzeum Narodowe.
Wywarł duży wpływ na generację młodych naukowców. Jego uczniami byli m.in. František Palacký i Václav Hanka.

## Twórczość
- Fragmentum Pragense evangelli S. Marci, vulgo autographi (1778)[2] – udowodnił, że fragment Ewangelii praskiej (złożony w Katedrze w Pradze) nie został napisany przez Marka Ewangelistę, ale był to wyjątek z Ewangeliarza z Cividale (z IX stulecia),
- Co je třeba opraviti v Ungarově vydání Učených Čech,
- O stáří českého překladu biblického,
- O zavedení knihtiskařského umění v Čechách,
- Kritické pokusy jak očistit starší české dějiny o pozdějších výmyslů (1802–1823),
- Ausführliches Lehrgebäude der böhmischen Sprache (1809) – opracował zasady gramatyczne języka czeskiego[3],
- Deutsch-böhmisches Wörterbuch (1. część 1802, 2. część 1821) – wydane dzięki Antoníemu Jaroslavovi Puchmajerovi,
- Základy jazyka staroslověnského (1822),
- Geschichte der bömischen Sprache und Literatur (czasopismo 1791, książka 1792, 2. wydanie 1818) – jedna z pierwszych prac, w której dostrzeżono wartości historyczne literatury czeskiej[3],
- Über die Begräbnissart der alten Slaven überhaupt und der Böhmen insbensondere (1786),
- Dějiny české řeči a starší literatury (1818) – szczegółowe opracowanie tematu literatury czeskiej, ale tylko do roku 1526,
- Institutiones linguae slavicae dialecti veteris (1822)[4] – stało się podstawą odrębnej dziedziny filologii słowiańskiej zajmującej się badaniem języka cerkiewnosłowiańskiego[5].

Wydawał także almanachy literatury czeskiej:
- Böhemische Litteratur auf das Jahr 1779 – 4 numery,
- Böhmen und Mähren Litteratur auf das Jahr 1780 – 3 numery,
- Magazin von Böhmen und Mähren, 1786/87 – 3 numery.